# Воломин (гмина)
Воломин (пол. Wołomin) — гмина (уезд) в Польше, входит как административная единица в Воломинский повет, Мазовецкое воеводство. Население — 49 688 человек (на 2004 год).

## Демография
| Перепись                       | Всего   | Всего | Женщины | Женщины | Мужчины | Мужчины |
| ------------------------------ | ------- | ----- | ------- | ------- | ------- | ------- |
| Единицы                        | человек | %     | человек | %       | человек | %       |
| Население                      | 49 000  | 100   | 25 662  | 52,4    | 23 338  | 47,6    |
| Плотность населения (чел./км²) | 823,3   | 823,3 | 431,1   | 431,1   | 392,1   | 392,1   |

## Соседние гмины
1. Гмина Клембув
2. Кобылка
3. Гмина Посвентне
4. Гмина Радзымин
5. Зелёнка